# Teodora Enache
Teodora Enache (* 30. September 1967 in Onești, Bacău, Rumänien) ist eine rumänische Jazz-Sängerin.

## Leben und Wirken
Nachdem Teodora Enache in ihrer Heimatstadt die Schulausbildung absolviert hatte, studierte sie an der Alexandru Ioan Cuza-Universität in Iași Mathematik und schloss 1991 ihr Studium mit Auszeichnung ab. Ihre Leidenschaft für Musik entdeckte Teodora bereits während ihres Studiums und nahm Gesangsunterricht bei Dan Priscornic.
Ihren ersten großen Auftritt hatte Teodora 1993 auf dem internationalen Jazzfestival in Sibiu, wo sie mit dem Best New Artist Award ausgezeichnet wurde.
In den ersten zehn Jahren ihrer Karriere gab sie zahlreiche Konzerte, nahm an vielen internationalen Festivals teil und arbeitete mit bekannten Jazzmusikern zusammen. Teodora trat bei zahlreichen Konzerten und Festivals auf, oftmals zusammen mit international bekannten Musikern wie zum Beispiel auf der Leipziger Buchmesse (Deutschland), beim Milano Jazz Festival (Italien) mit Guido Manusardi, Luigi Bonafe & Lucio Canetti, beim Dachgarten & Villa Celimontana Jazz Festival in Rom (Italien) mit Johnny Răducanu, beim Festival Jazz à Marciac Festival (Frankreich) mit Éric Legnini, Fabien Marcos, Jacques-Pierre Arnaud und Olivier Temime, beim Valtellina Jazz Festival (Italien) mit Johnny Răducanu, beim Szolnok Jazz Festival (Ungarn) mit Jean Stoian, im Rumänischen Kulturinstitut & Pulse Club in New York (USA), in der Corcoran Gallery of Art in Washington (USA) mit Johnny Răducanu, in der Blues Alley in Washington – als Gast von Curtis Fuller, im Caveau de la Huchette in Paris mit Philippe Duchemin Quartet, beim Menden Jazz Festival (Deutschland) als besonderer Gast von Al Copley, beim Panama International Festival, im Iridium Club in New York (USA) mit Les Paul, im Nouveau Jazz Club in San Francisco (USA) mit Ricardo Scale, beim Montreux Jazz Festival (2004) mit Stanley Jordan, beim Cormons Jazz & Wine Festival (Italien), bei Porgy & Bess in Wien (Österreich).
Von 2004 und 2010 tourte Teodora Enache quer durch Europa, um ihr Album mit dem Titel Roots in Städten wie Wien, Stockholm, Berlin und Budapest zu promoten. Die Tour wurde vom Ministerium für Kultur in Zusammenarbeit mit dem Außenministerium organisiert und gefolgt von einer weiteren Tour in den USA. 2005 trat Teodora 2005 mit Stanley Jordan beim Gãrâna Jazz Festival auf. Außerdem begann sie im selben Jahr mit Theodosii Spassov, (beim Jazz & Blues Festival in Ruse) zusammenzuarbeiten.
2007 erhielt Teodora den Excellence Award der rumänischen Rundfunkanstalt für den besten internationalen Beitrag eines rumänischen Jazzkünstlers. Sie trat unter anderem beim Montreal Eurofest (Kanada) mit Theodosii Spassov auf, im rumänischen Kulturinstitut in Budapest mit Johnny Răducanu, beim Jazz Fest Wien, Jazzdor Strasbourg, Kiew Jazz Festival, Stockholm Jazz Festival, den Warschauer Sommer Jazz Days, in Menden mit Decebal Bãdilã, im Jazzmozdony @ Kultea Club Budapesta und Grand Café & Cinema Club Szeged mit István Gyárfás & Balázs Berkes. Unter den wenigen Auftritten in Rumänien sind vor allem die folgenden erwähnenswert: der Auftritt beim Internationalen Jazz Festival in Brașov mit Johnny Răducanu, bei der rumänischen Präsidentschaft zusammen mit Johnny Răducanu, beim Transylvania Jazz Festival – Cluj Napoca als besonderer Gast von Billy Cobham, beim Raiffeisen Bank Art Project / Philharmonic Tour: Iaşi, Cluj Napoca, Constanța und Bukarest.
Zu diesem Zeitpunkt veröffentlichte Enache ein Album mit dem Titel Jazz Poems am Nationaltheater in Bukarest mit Ion Baciu & Johnny Răducanu und veranstaltete eine Reihe von Konzerten in der Musikakademie in Cluj Napoca und im Music Village / Brüssel mit Burton Greene & Liviu Butoi, der Ungarischen Oper in Cluj Napoca mit dem Quartet von Darius Brubeck und in der ArCuB Concert Hall in Bukarest mit dem Theodosii Spassov Orchestra feat. Burton Greene.
Zwischen 2011 und 2016 kam es zur Zusammenarbeit mit Musikern wie:
- Stanley Jordan: mit „Hymns For Voice & Fingers“ stand sie zusammen mit Stanley in Deutschland (Ingolstädter Jazztage ), in der Schweiz (Lugano Jazz Festival) und in Rumänien (rumänisches Athenaeum in Bukarest, Philharmonie in Cluj-Napoca und Thalia Music Hall in Sibiu) auf der Bühne.
- Benny Rietveld (Miles Davis ehemaliger Bassist sowie Carlos Santanas derzeitiger Bassist und musikalischer Leiter) zusammen mit seinem Quintett: Gemeinsam gab es Konzerte Celebrations of the Spirit in Bukarest und Brasov in 2014 sowie ein Projekt mit dem Titel Transfiguration, mit Konzerten im Club Tribute in Bukarest, in der Thalia Music Hall in Sibiu und in Cluj-Napoca (im Juni 2016).
- Lars Danielsson: Unter dem Titel „Impressions From Pangaea“ gab es Konzerte in Bukarest und Cluj-Napoca (im Rahmen des Jazz In The Park Events).
- mit Daniele di Bonaventura beim Sofia Jazz Festival.
- mit Theodosii Spassov führte sie inspiriert von Béla Bartóks Musik Konzerte in Cluj Napoca, Balcic und beim Apollonia Festival in Bulgarien auf.

In dieser Zeit veröffentlicht sie außerdem das Album „A Child is Born“ mit István Gyárfás und Balázs Berkes.
Durch ihre Zusammenarbeit mit Benny Rietveld und seinem Quintett entstand das Album „Transfiguration“, das in Las Vegas sowie in den Abbey Road Studios in London aufgenommen wurde. Kurz darauf folgte ein weiteres Album mit dem Titel „Incantations - Homage to Bela Bartók“, zusammen mit Theodosii Spassov. Sie arbeitete auch mit Cătălin Târcolea, Ion Baciu Jr., Lucian Marian oder Marius Mihalache.
Seit 2016 ist Teodora Enache als künstlerische Leiterin des Bukarest Jazz Festivals tätig. Aus familiären Gründen zog sie 2017 nach Deutschland und lebt seither in der Nähe von Frankfurt am Main.

## Diskografie
(Quelle:)
- "Ballad of The Sensitive Plant", (Alpha Sound Production, Romania), 1997
- "X-treme" (in Zusammenarbeit mit Cătălin Târcolea), 1998
- "Jazz Behind The Carpathians: Johnny Raducanu Meets Teodora Enache" (Green Records, Romania) 1999
- "Meaning of Blue" (iQuest, Romania), 2000
- "Jazz Made In Romania" (Mediaround, USA), 2001
- ·"On The Sunny Side Of My Street" (A&A Records, Romania), 2001
- "Radacini / Back to My Roots" (Mediaround, USA), 2002
- "Teodora Enache Live, with Rick Condit & Ion Baciu Jr. Trio" (Soft Plus, Romania), 2004
- "Radacini – Shorashim" (Soft Records, Romania), 2007
- "Swing Me To The Moon" (Soft Records, Romania), 2007
- "Inside Stories - Jazz Poems" (TVR Media, Romania), 2006
- "A Child Is Born" (E Media, Romania), 2011
- "Looking In The Mirror" (E Media, Romania), 2012
- "Incantations: Homage to Bela Bartok" (E Media, Romania) 2016
- "Transfiguration" (Madman Junkyard, USA), 2016